# Isabelle Vandre

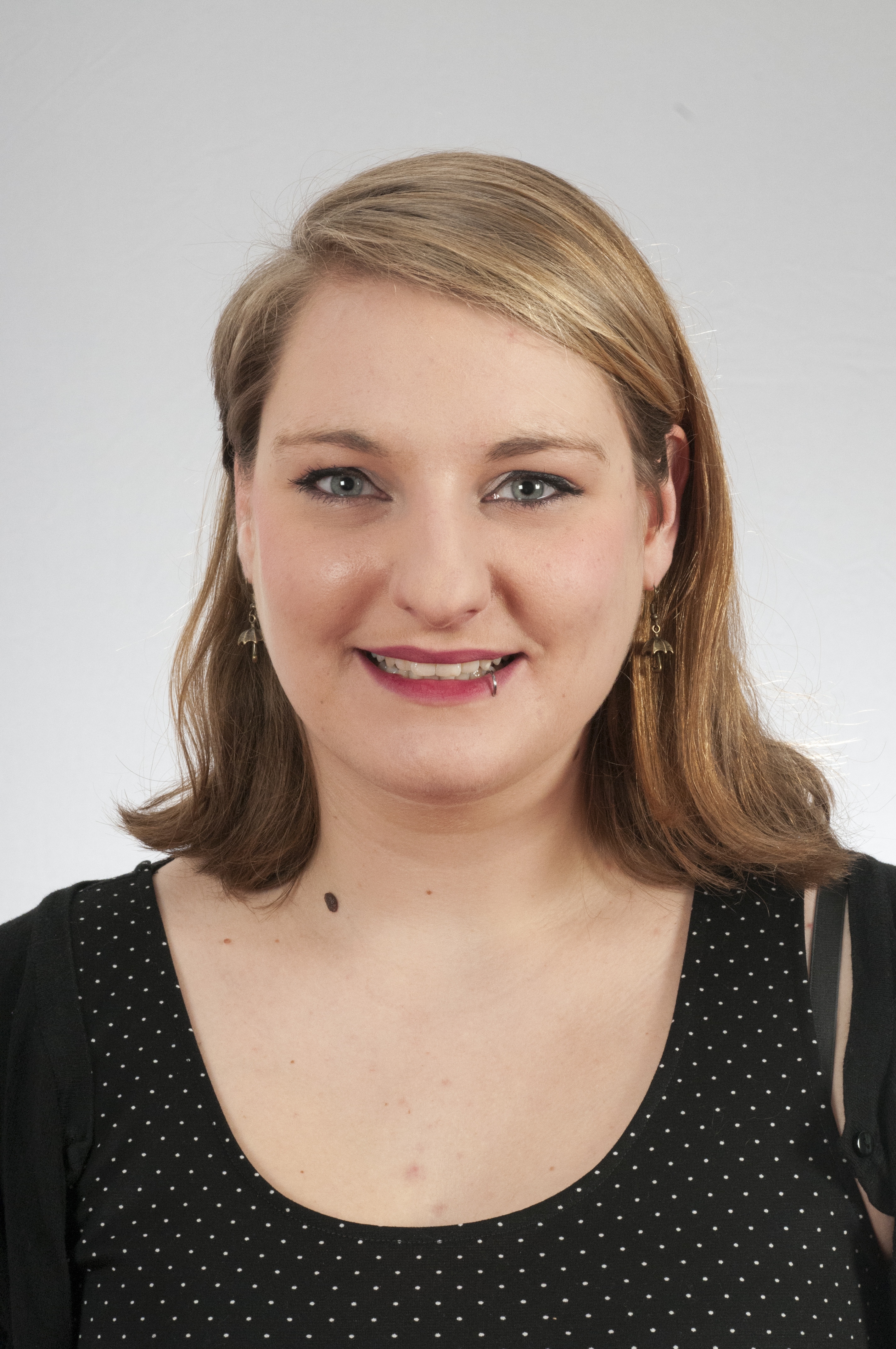
Isabelle Vandre, 2016

Isabelle Vandre (* 27. Juli 1989 in Eberswalde-Finow, DDR) ist eine Politikerin (Die Linke). Sie war von 2014 bis 2024 Abgeordnete im Landtag Brandenburg und wurde zur Bundestagswahl 2025 über die Landesliste Brandenburg in den 21. Deutschen Bundestag gewählt.

## Leben
Isabelle Vandre schloss den Schulbesuch 2009 mit dem Abitur ab. Anschließend nahm sie an der Freien Universität Berlin ein Studium der Politikwissenschaft auf, welches sie 2018 mit dem Bachelor abschloss. Während ihres Studiums war sie unter anderem von 2011 bis 2012 Mitglied des Studierendenparlamentes der Freien Universität und von 2011 bis 2013 Mitglied des Fachbereichsrates Politik- und Sozialwissenschaften.

## Politik

### Parteipolitik
Sie war Mitglied der Linksjugend solid und gehört der Partei Die Linke seit 2011 an. Im brandenburgischen Landesverband der Linksjugend solid war sie Mitglied des Landessprecherrates. Vandre war von 2014 bis 2019 Mitglied des Kreisvorstandes des Linken-Kreisverbandes Uckermark und von 2018 bis 2020 stellvertretende Landesvorsitzende von Die Linke Brandenburg.

### Kommunalpolitik
Vandre war von 2019 bis 2025 Mitglied der Stadtverordnetenversammlung Potsdam und dort Fraktionsvorsitzende der Fraktion Die Linke, sowie Ausschussmitglied im Hauptausschuss und Ausschuss für Gesundheit, Soziales, Wohnen und Inklusion.

### Landtagsmandate
Bei der Landtagswahl in Brandenburg 2014 errang sie ein Mandat über die Landesliste ihrer Partei. Sie war Mitglied im Ausschuss für Wissenschaft, Forschung und Kultur, sowie Sprecherin für Hochschul-, Wissenschafts- und Forschungspolitik ihrer Fraktion. Seit 2015 war sie auch Mitglied des Fraktionsvorstandes. Sie war für ihre Fraktion stellvertretendes Mitglied im brandenburgischen NSU-Untersuchungsausschusses. Sie engagierte sich gegen die Verschärfung des brandenburgischen Polizeigesetzes und votierte gegen die Mehrheit ihrer Fraktion im Landtag gegen die Reform. Bei der Landtagswahl 2024 zog Die Linke nicht mehr in den Landtag ein; Vandre schied somit aus dem Landtag aus.

### Bundestagsmandat
Sie kandidierte bei der Bundestagswahl 2025 im Bundestagswahlkreis Potsdam – Potsdam-Mittelmark II – Teltow-Fläming II an. Sie erhielt 13,8 Prozent der Erststimmen. Über die Landesliste Brandenburg zog sie dennoch in den Bundestag ein. Seit der Neukonstituierung der Fraktion Die Linke im Bundestag am 25. Februar 2025 ist sie Mitglied dieser.
Vandre ist im 21. Deutschen Bundestag Mitglied des Finanzausschusses.

## Sonstiges
Vandre ist seit 2019 Vorständin des Sportvereins Babelsberg 03. Sie ist darüber hinaus Mitglied der Gewerkschaft Erziehung und Wissenschaft, der Bildungspartisanen Berlin Brandenburg, des Bildungswerks für Politik und Kultur, der Roten Hilfe, des Bundes demokratischer Wissenschaftlerinnen und Wissenschaftler, der frauensommerakademie und der Vereinigung der Verfolgten des Naziregimes – Bund der Antifaschistinnen und Antifaschisten.